# Hanneke Willemse
Hanneke Willemse (Ámsterdam, Países Bajos, 1949-Ibid., 26 de marzo de 2021) fue una documentalista e historiadora anarcosindicalista neerlandesa. Fue también activista y participó en el movimiento kraker.
Como historiadora académica y documentalista, su obra fue pionera en su contexto histórico.

## Biografía
Hanneke Willemse nació en Ámsterdam, Países Bajos, en 1949. Se licenció en Historia y se doctoró en Historia contemporánea por la universidad de Ámsterdam en 1966 con una tesis sobre la revolución social y la Guerra civil española. Fruto de este trabajo fue su libro Pasado compartido. Memorias de anarcosindicalistas de Albalate de Cinca, 1928-1938.
Pasó largas épocas de su vida residiendo en España, en concreto en Albalate de Cinca. Allí, en los años 80 realizó gran parte de su investigación. Recopiló la historia oral, testimonios de la revolución social de 1936, mientras aún seguían vivos muchos de los protagonistas que entonces la habían vivido. De esta experiencia surgió el documental Ni peones ni patrones. Allí recogió «las memorias de los hombres y mujeres de la Comarca del Cinca» y «sus ideales libertarios».
Participó, junto a su compañero Jan Groen, en el movimiento kraker. Este movimiento estuvo muy extendido a finales de la década de los setenta y principios de los ochenta. En 1981, durante los disturbios de Waterlooplein, filmaron "In een tank kan je niet wonen" (No se puede vivir en un tanque)
Falleció el 26 de marzo de 2021.

## Legado
El trabajo documental llevado a cabo por Hanneke Willemse abrió nuevos caminos para la historiografía comprometida.

## Obra

### Documentales
- La Maragatería no se vende
- Ni peones ni patrones

### Libros
- Pasado compartido. Memorias de anarcosindicalistas de Albalate de Cinca, 1928-1938. Zaragoza: Prensas Universitarias de Zaragoza. 2002. ISBN 978-84-7733-594-8.